# جيان لوكا روسي
جيان لوكا روسي (بالإيطالية: Gian Luca Rossi)‏ هو صحفي إيطالي، ولد في 17 سبتمبر 1966 في ميلانو في إيطاليا.